# Calhoun, Kentucky
Calhoun är en ort i McLean County i delstaten Kentucky, USA. År 2000 hade orten 836 invånare. Den har enligt United States Census Bureau en area på 1,8 km², varav 0,1 km² är vatten. Calhoun är administrativ huvudort (county seat) i McLean County.

## Kända personer från Calhoun
- Glover H. Cary, politiker